# Leandro (ur. 1993)
Leandro, właśc. Weverson Leandro Oliveira Moura (ur. 12 maja 1993 w Brasílii) – piłkarz brazylijski, występujący na pozycji napastnika.

## Kariera klubowa
Leandro piłkarską karierę rozpoczął w Grêmio Porto Alegre w 2011. W Grêmio zadebiutował 20 lutego 2011 w wygranym 5-0 meczu ligi stanowej z Ypirangą Erechim. Leandro w 79 min. zastąpił Fábio Rochembacka, a w 90 min. ustalił wynik meczu. W lidze brazylijskiej zadebiutował 22 maja 2011 w przegranym 1-2 meczu z Corinthians Paulista. W pierwszym swoim sezonie w lidze brazylijskiej rozegrał 22 spotkania, w których zdobył bramkę. Również taką samą liczbę meczów rozegrał w sezonie 2012, strzelając przy tym 7 bramek. Na początku 2013 w ramach rozliczeń za Hernána Barcosa został na rok wypożyczony do drugoligowego SE Palmeiras. W nowych barwach zadebiutował 24 lutego 2013 w wygranym 1-0 meczu ligi stanowej z União Barbarense. Leandro zastąpił w 70 min. Viníciusa, a 12 minut później zdobył jedyną bramkę w meczu.
| Sezon | Klub         | Kraj     | Rozgrywki                     | Mecze | Bramki |
| ----- | ------------ | -------- | ----------------------------- | ----- | ------ |
| 2011  | Grêmio       | Brazylia | Campeonato Brasileiro Série A | 22    | 1      |
| 2012  | Grêmio       | Brazylia | Campeonato Brasileiro Série A | 22    | 7      |
| 2013  | SE Palmeiras | Brazylia | Campeonato Brasileiro Série B |       |        |

## Kariera reprezentacyjna
Leandro w reprezentacji Brazylii zadebiutował 6 kwietnia 2013 w wygranym 4-0 towarzyskim meczu z reprezentacją Boliwii zastępując w 76 min. Ronaldinho. W debiucie zdobył bramkę ustalającą wynik spotkania w 90 min..
Wcześniej Leandro występował olimpijskiej reprezentacji Brazylii. W 2011 uczestniczył w Igrzyskach Panamerykańskich, na których Brazylia odpadła w pierwszej fazie rozgrywek. Leandro wystąpił tylko w meczu z Kubą, w którym w 90 min. został wyrzucony z boiska.
Leandro występował również w reprezentacji Brazylii do lat 20. W 2013 uczestniczył w Mistrzostwach Ameryki Południowej U-20, na których Brazylia odpadła w pierwszej fazie rozgrywek. Leandro wystąpił we dwóch meczach z Ekwadorem i Peru.